# Irina Aksionova
Irina Aksionova (Unión Soviética, 24 de septiembre de 1962) es una nadadora soviética retirada especializada en pruebas de relevos, donde consiguió ser medallista de bronce olímpica en 1980 en los 4 x 100 metros estilos.

## Carrera deportiva
En el Campeonato Mundial de Natación de 1978 celebrado en Berlín ganó el bronce en los relevos de 4 x 100 metros estilos, tras Estados Unidos y Alemania del Este (plata); dos años después, en los Juegos Olímpicos de Moscú 1980 ganó la medalla de bronce en los relevos de 4 x 100 metros estilos, con un tiempo de 4:13.61 segundos, tras la República Democrática Alemana (oro) y Reino Unido (plata), siendo sus compañeras de equipo las nadadoras: Yelena Kruglova, Elvira Vasilkova, Alla Grishchenkova, Natalia Strunnikova y Olga Klevakina.